# یواس‌اس فیبرلیگ (دی‌یی-۶۴۰)
یواس‌اس فیبرلیگ (دی‌یی-۶۴۰) (به انگلیسی: USS Fieberling (DE-640)) یک کشتی بود که طول آن ۳۰۶ فوت (۹۳ متر) بود. این کشتی در سال ۱۹۴۴ ساخته شد.